# Золотые монеты Александра I
Золотые монеты Александра I — монеты Российской империи, отчеканенные из золота во времена правления Александра I. При императоре выпускались золотые монеты пяти типов: империал (десять рублей), полуимпериал (пять рублей), пятьдесят злотых, двадцать пять злотых и голландский червонец русской чеканки.

## История
Во времена правления Александра I, с 1802 по 1812 год были проведены многочисленные реформы, которые способствовали экономическому улучшению в стране. Также в нём участвовала реформа Михаила Сперанского — знаменитого государственного деятеля и помощника императора. Она заключалась в преобразовании политического устройства, а также в укреплении национальной валюты. Частично реализованные реформы включали не только разделение властей, общества и правительствующего сената, а также прекращение выпуска ассигнационных рублей и упорядочивание монетной системы. Однако реформы Сперанского не были реализованы, но проект оказал значительное влияние на политическое развитие в Российской Империи — благодаря Сперанскому, в 1812 году был создан Государственный Совет.
При императоре было немного денег, из золота чеканились только 10 и 5 рублей без профильного портрета Александра I. При императоре во внутренней торговле использовались медные, серебряные и золотые монеты, почти все золотые монеты применялись для оплаты за импортные товары в Европе. В 1808 году были выпущены ассигнационные рубли на сумму 477 000 000 рублей, которые использовались для покрытия дефицита бюджета. Однако негативными факторами были обесценивание валюты и фальсификации. В дальнейшем старые ассигнации были изъяты из оборота, в результате денежной реформы, в 1819 году были введены новые с улучшенной защитой.

## Описание монет

### 10 рублей 1802 года
Эта монета выполнена из золота 986 пробы; его диаметр составляет от 26,4 до 26,9 мм, а вес равен 12,17 г, чистого золота — 12,00 г. Была выпущена тиражом 74 015 экземпляров. Гурт является шнуровидным — наклон насечки вправо.
На аверсе 10 рублей изображён герб Российской империи начала XIX века — двуглавый орёл, который располагается в центре. Воспроизведена крестообразная композиция из гербов Московского, Казанского, Сибирского и Астраханского царств. Вокруг герба — четыре розы. Круговая надпись: «ДЕСЯТЬ РУБЛЕЙ 1802 ГОДА». На реверсе 10 рублей изображена надпись в четыре строки: «ГОСУДАР= СТВЕННАЯ РОССІЙСКАЯ МОНЕТА». Над надписью располагается императорская корона, под ней обозначение монетного двора: «С∙П Б∙». Вокруг канта — лавровая и дубовая ветви, связанные внизу лентой. Полноценные империалы при Александре I чеканились штемпелями двух минцмейстеров: Александра Иванова и Христофера Лео. Внизу указаны инициалы минцмейстера: «А∙И∙» — А. Иванов.
Помимо 1802 года, данная монета чеканилась в других годах, разновидности которых отличаются обозначением монетного двора и инициалами минцмейстера. 10 рублей 1802 года (Биткин R2/R1): 1 — «СПБ»; 2 — «СПБ АИ». 1804 года — «СПБ ХЛ» (Биткин R1). Тираж — 72 320 экземпляров. 1805 года — «СПБ ХЛ» (Биткин R1) — «СПБ ХЛ». Тираж — 55 000 экземпляров.
При Александре I существовали новоделы — монеты, чеканка которых была произведена по прототипу настоящей монеты подлинными или изготовленными штемпелями на монетном дворе, как правило, позже настоящих монет. Одними из новоделов были 10 рублей 1802 года (Биткин R4) с двумя разновидностями: 1 — «СПБ АИ»; «СПБ ХЛ». 10 рублей 1804 года (Биткин R3) — «СПБ ХЛ». 10 рублей 1805 года (Биткин R3) — «СПБ ХЛ». 10 рублей 1809 года (Биткин R4) — «СПБ ХЛ».

### 5 рублей 1804—1805 годов
Эта монета выполнена из золота 986 пробы; его диаметр составляет от 26,4 до 26,9 мм, а вес равен 6,08 г, чистого золота — 6,00 г. Была выпущена тиражом 37 000 экземпляров. Гурт является шнуровидным — наклон наcечки вправо.
На аверсе 5 рублей изображён герб Российской империи начала XIX века — двуглавый орёл, который располагается в центре. Воспроизведена крестообразная композиция из гербов Московского, Казанского, Сибирского и Астраханского царств. Вокруг герба — четыре розы. Круговая надпись: «ПЯТЬ РУБЛЕЙ 1804 ГОДА». На реверсе 5 рублей изображена надпись в четыре строки: «ГОСУДАР= СТВЕННАЯ РОССІЙСКАЯ МОНЕТА». Над надписью располагается императорская корона, под ней обозначение монетного двора: «С∙П Б∙». Вокруг канта — лавровая и дубовая ветви, связанные внизу лентой. Внизу указаны инициалы минцмейстера: «Х∙Л∙» — Х. Лео.
Помимо 1804 года, данная монета чеканилась в других годах без разновидностей. 5 рублей 1802 года — «СПБ» (Биткин R4). Тираж — 15 экземпляров. 1803 года — «СПБ ХЛ (Биткин R4). 1804 года — «СПБ ХЛ» (Биткин R1). 1805 года — «СПБ ХЛ» (Биткин R1). Тираж — 40 545 экземпляров.
Существуют новоделы 5 рублей 1802 года «СПБ АИ» (Биткин R4), 1803 года «СПБ» (Биткин R3), 1804 года «СПБ ХЛ» (Биткин R3) и 1805 года «СПБ ХЛ» (Биткин R3).

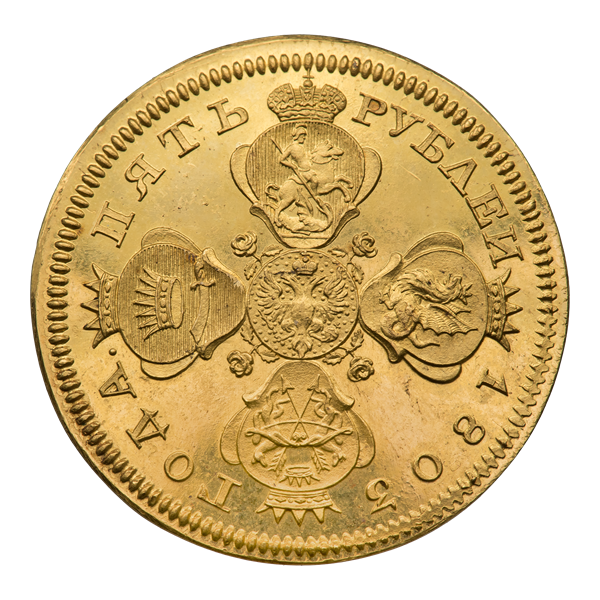
Аверс новодельной монеты 1803 года без инициалов минцмейстера (Биткин R3)
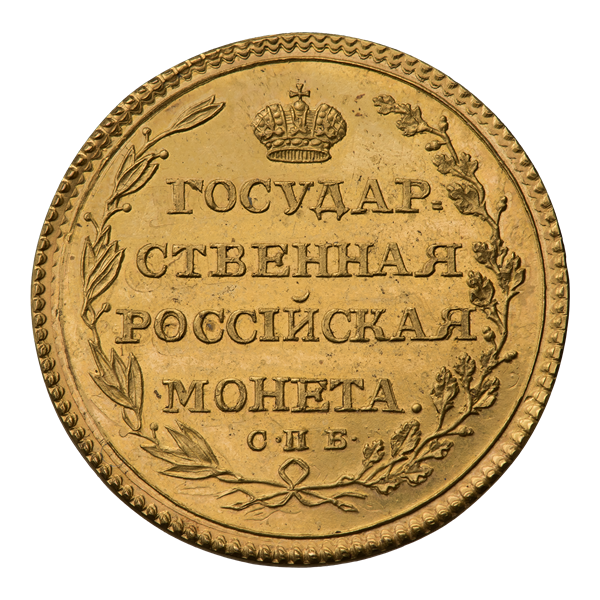
Реверс
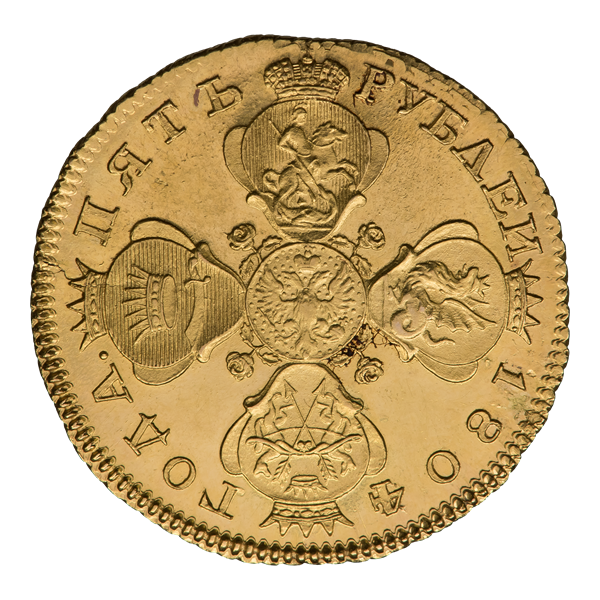
Аверс новодельный монеты 1804 года (Биткин R3)
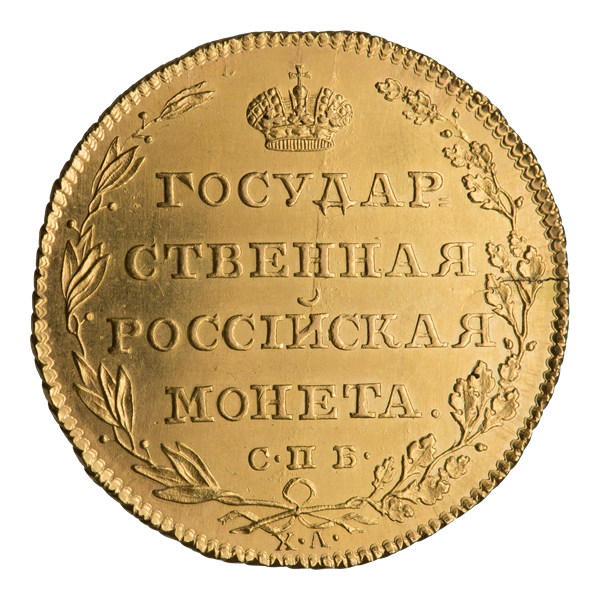
Реверс
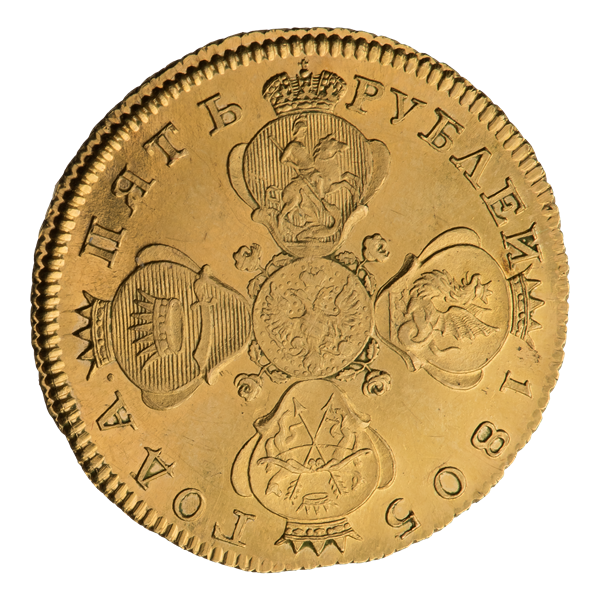
Аверс новодельной монеты 1805 года (Биткин R3)
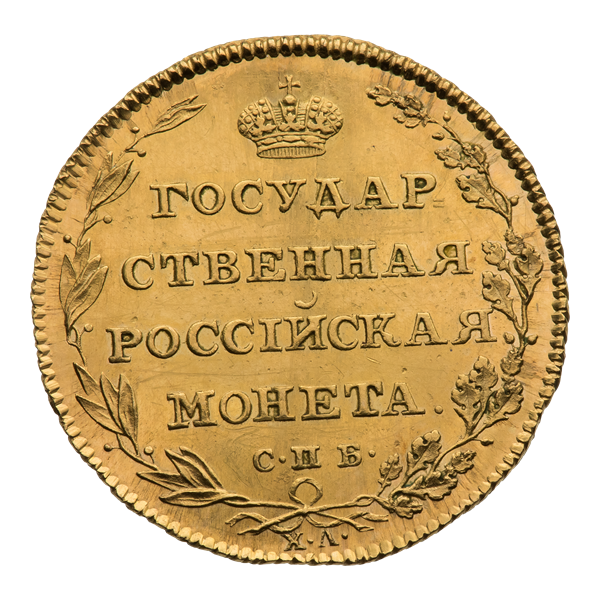
Реверс

### 5 рублей 1819—1825 годов
Эта монета выполнена из золота 917 пробы; его диаметр составляет 22,6 мм, а вес равен 6,54 г, чистого золота — 6,00 г. Была выпущена тиражом 710 008 экземпляров. Гурт является пунктирным.
На аверсе 5 рублей под императорской короной изображён герб Российской империи начала XIX века — двуглавый орёл с опущенными крыльями, на груди которого располагается щит с гербом Москвы. В 1817 году Александр I издаёт указ, согласно которому дизайн данной монеты значительно изменился. В правой лапе держит горящий с обоих концов факел, фасции, перун со стрелами, развевающуюся Андреевская лента, в левой — лавровый венок. Под орлом указаны инициалы минцмейстера: «М — Ф» — М. Фёдоров. Круговая надпись: «ПЯТЬ РУБЛЕЙ. 1819 ГОДА». На реверсе 5 рублей под императорской короной изображена надпись в четыре строки: «ЧИСТАГО ЗОЛОТА 1 ЗОЛОТН= 39 ДОЛЕЙ∙». Под чертой — обозначение монетного двора: «С∙П∙Б∙». Вокруг канта воспроизведена лавровая и дубовая ветки, связанные лентой.
Помимо 1819 года, данная монета чеканилась в других годах, разновидности которых отличаются обозначением монетного двора и инициалами минцмейстера. 5 рублей 1817 года —«СПБ ФГ». 1818 года — «СПБ МФ». Тираж — 1 520 000 экземпляров. 1819 года — «СПБ МФ». Тираж — 963 145 экземпляров. 1822 года — «СПБ МФ» (Биткин R1). Тираж — 40 003 экземпляра. 1823 года — «СПБ ПС». Тираж — 440 000 экземпляров. 1824 года — «СПБ ПС». Тираж — 276 000 экземпляров. 1825 года имеют два варианта (Биткин R3/R): 1 — «СПБ ПС»; 2 — «СПБ ПД». Тираж — 101 000 экземпляров.

### Пятьдесят злотых 1817—1819 годов
Эта монета выполнена из золота 917 пробы; его диаметр составляет от 22,9 до 23,1 мм, а вес равен 9,81 г, чистого золота — 8,99 г. Была выпущена тиражом 17 194 экземпляров для обращения в Царстве Польском, согласно царскому указу Александра I от 1 декабря 1815 года. Гурт является шнуровидным.
На аверсе пятьдесят злотых изображён правый профильный портрет Александра I. Круговая надпись: «ALEXADER I ∙ CESARZ SA∙ W∙ ROS∙ KROL POLSKI *». На реверсе пятьдесят злотых под императорской короной изображён герб Российской империи начала XIX века — двуглавый орёл, на груди которого располагается мантия. Под королевской короной воспроизведён щит с гербом царства Польского. В правой лапе он сжимает скипетр и меч, в левой держит державу. Под орлом указаны инициалы минцмейстера: «I — B» — Jacub Benik. Внизу обозначена дата: «18 — 17». Круговая надпись: «* 50 ZŁOT∙ POLSK∙ 26 Z GRZ∙ CZ∙ KOL *».
Помимо 1817 года, данная монета чеканилась в других годах, разновидности у которых отсутствуют. Пятьдесят злотых 1817 года —«IB» (Биткин R1). 1818 года — «IB» (Биткин R). Тираж — 50 040 экземпляров. 1819 года — «IB» (Биткин R1). Тираж 19 506 — экземпляров.

### Двадцать пять злотых 1817—1819 годов
Эта монета выполнена из золота 917 пробы; его диаметр составляет 18,9 мм, а вес равен 4,91 г, чистого золота — 4,50 г. Была выпущена тиражом 96 164 экземпляров для обращения в Царстве Польском. Гурт является шнуровидным.
На аверсе пятьдесят злотых изображён правый профильный портрет Александра I. Круговая надпись: «ALEXADER I ∙ CESARZ SA∙ W∙ ROS∙ KROL POLSKI *». На реверсе пятьдесят злотых под императорской короной изображён герб Российской империи начала XIX века — двуглавый орёл, на груди которого располагается мантия. Под королевской короной воспроизведён щит с гербом царства Польского. В правой лапе он сжимает скипетр и меч, в левой держит державу. Под орлом указаны инициалы минцмейстера: «I — B» — Jacub Benik. Внизу обозначена дата: «18 — 17». Круговая надпись: «* 25 ZŁOT∙ POLSKI∙ 52 Z GRZ∙ CZ∙ KOL *».
Помимо 1817 года, данная монета чеканилась в 1818 и 1819 годах — «IB» (Биткин R).

### Голландский червонец 1800—1818 годов
Эта монета выполнена из золота; его диаметр составляет от 20,1 до 20,4 мм, а вес равен 3,41 г. Была отчеканена в Санкт-Петербургском монетном дворе для использования в международных торговых связях Российской Империи. Гурт является шнуровидным.
На аверсе голландского червонца изображена правая фигура идущего рыцаря в доспехах. В правой руке он сжимает меч, в левой держит пучок стрел. Рыцарь разделяет обозначенную дату «18 05». Круговая надпись: «CONCORDIA RES PAR•CRES:TRA». Слева от головы рыцаря располагается герб Утрехта. На реверсе голландского червонца в красной рамке с растительным картушем изображена надпись в пять строк: «MO:ORD: PROVIN: FOEDER: BELG•AD LEG•IMP».
Помимо 1805 года, данная монета (Биткин R) чеканилась в других годах, разновидности у которых отсутствуют. Тираж 1800 года — 38 000 экземпляров; 1807 года — 285 750 экземпляров. Тираж 1818 года (Биткин R) неизвестен.